# Marie-Joseph Lemieux
Marie-Joseph Lemieux OP (ur. 10 maja 1902 w Quebecu, zm. 4 marca 1994) – kanadyjski duchowny rzymskokatolicki, dominikanin, misjonarz, biskup Sendai i Gravelbourga, arcybiskup ottawski, dyplomata papieski.

## Życiorys
4 sierpnia 1924 złożył śluby zakonne w Zakonie Kaznodziejskim. Odbył studia w Rzymie, Lille i Oksfordzie. 15 kwietnia 1928 z rąk arcybiskupa Québecu kard. Felixa-Raymonda-Marii Rouleau OP otrzymał święcenia prezbiteriatu i został kapłanem swojego zakonu. Wkrótce po święceniach wyjechał na misję do Japonii.
9 grudnia 1935 papież Pius XI mianował go biskupem Hakodate (jeszcze przed otrzymaniem sakry przez o. Lemieuxa biskupstwo zmieniło nazwę na diecezja Sendai). 29 czerwca 1936 przyjął sakrę biskupią z rąk delegata apostolskiego w Japonii abpa Paolo Marelliego. Współkonsekratorami byli arcybiskup tokijski Jean-Baptiste-Alexis Chambon MEP oraz biskup Nagasaki Januarius Kyūnosuke Hayasaka.
16 stycznia 1941 został zmuszony do rezygnacji przez rząd japoński, który z powodu wojny pozbywał się obcokrajowców. Otrzymał wówczas biskupstwo tytularne Calydon. Wiosną 1941 musiał opuścić Kraj Kwitnącej Wiśni. Powrócił wówczas do ojczystej Kanady.
26 listopada 1942 został administratorem apostolskim diecezji Gravelbourg, a 15 kwietnia 1944 papież Pius XII mianował go pełnoprawnym ordynariuszem tego biskupstwa. Głównym problemem diecezji Gravelbourg u początku pontyfikatu bpa Lemieuxa był ogromny dług zaciągnięty na budowę kościołów przed wielkim kryzysem. Biskupowi Lemieuxowi udało się go spłacić oraz utworzyć fundusz emerytalny dla księży diecezji. Przywiązywał również dużą wagę do duszpasterstwa oraz propagowania misji. Rozwinął nauczanie religii wśród osób im nieobjętych poprzez kursy wakacyjne oraz kursy korespondencyjne, które adresowane były również do osób dorosłych. Kursy dostępne były w językach francuskim i angielskim.
20 czerwca 1953 został mianowany arcybiskupem ottawskim. Jako ojciec soborowy wziął udział w soborze watykańskim II. Na ottawskiej katedrze pozostał do 16 września 1966, gdy papież Paweł VI mianował go nuncjuszem apostolskim na Haiti oraz arcybiskupem tytularnym saldańskim. 30 maja 1969 przeniesiony na stanowisko pronuncjusza apostolskiego w Indiach.
16 lutego 1971 został pracownikiem Kurii Rzymskiej. W 1973 przeszedł na emeryturę, którą spędził w Ottawie.